# Plantenhormoon
Plantenhormoon of fytohormoon is de benaming voor in de plant aangemaakte stoffen die de groei van de plant regelen.
Planten regelen hun inwendige milieu, tegelijkertijd rekening houdend met verandering in het uitwendige milieu door het aanmaken van hormonen en enzymen. Hoewel planten geen zenuwstelsel hebben, kunnen ze op die manier toch snel reageren op uitwendige prikkels. Ieder signaal wordt met behulp van hormonen doorgegeven. Hormonen zijn signaalmoleculen die op specifieke locaties in de plant worden gemaakt, in lage concentraties voorkomen en veranderingsprocessen veroorzaken in doelcellen op andere locaties in de plant.
Plantenhormonen regelen onder andere de groei van de wortels, stengels en bladeren, maar ook de ontwikkeling van vruchten en zaden. 
Plantenhormonen beïnvloeden de veroudering of senescentie, en afstoting of abscissie, van bijvoorbeeld de bladeren in de herfst, de apicale dominantie, de rustperioden zoals de winterrust, de geotropie - groeiwijze onder invloed van de zwaartekracht, en de fototropie - groeiwijze door de invloed van het licht.

## Hoofdhormonen
Zes planthormonen, de "hoofdhormonen", regelen de belangrijkste signalen in de plant:
- auxine,
- cytokininen,
- etheen (ethyleen),
- gibberellinezuur en
- abscisinezuur.
- brassinosteroïden

Verder zijn er nog een aantal componenten die als groeiregulatoren beschouwd worden, maar die niet tot de hormonen worden gerekend:
- jasmonaten (jasmijnzuur),
- salicylzuur,
- strigolactonen,
- sligosachariden en
- polyamines.